# Vuelta al País Vasco 1971
La XI Vuelta al País Vasco o XX Bicicleta Eibarresa, disputada entre el 21 de abril y el 25 de abril de 1971, estuvo dividida en 5 etapas para un total de 875 km.
En esta edición participaron 4 equipos españoles (Kas, Fagor-Mercier, Werner y Orbea) y 2 equipos extranjeros (Bic y Coelima Benfica), con un total de 59 participantes de los finalizaron 35 de ellos. 
El vencedor final fue la nueva figura del ciclismo español Luis Ocaña.

## Etapas
| Etapa              | Fecha    | Recorrido              | km  | Vencedor de la Etapa | Líder de la general |
| ------------------ | -------- | ---------------------- | --- | -------------------- | ------------------- |
| 1ª etapa           | 21/04/71 | Éibar - Bilbao         | 173 | Miguel Mari Lasa     | Miguel Mari Lasa    |
| 2ª etapa           | 22/04/71 | Bilbao - Logroño       | 186 | Miguel Mari Lasa     | Miguel Mari Lasa    |
| 3ª etapa           | 23/04/71 | Logroño - Pamplona     | 186 | Bernard Labourdette  | Cyrille Guimard     |
| 4ª etapa (1º Sec.) | 24/04/71 | Pamplona - Tolosa      | 137 | Miguel Mari Lasa     | Cyrille Guimard     |
| 4ª etapa (2º Sec.) | 24/04/71 | Tolosa - San Sebastián | 30  | Luis Ocaña           | Luis Ocaña          |
| 5ª etapa           | 25/04/71 | San Sebastián - Éibar  | 163 | Cyrille Guimard      | Luis Ocaña          |

## Clasificaciones
| \| 1. \| Luis Ocaña \| BIC \| 24h 31' 53s \| \| 2. \| Raymond Poulidor \| FAG \| a 1' 06s \| \| 3. \| Miguel Mari Lasa \| ORB \| a 1' 10s \| \| 4. \| Bernard Labourdette \| BIC \| a 1' 44s \| \| 5. \| Francisco Gabica \| KAS \| a 1' 45s \| \| 6. \| Jesús Manzaneque \| KAS \| a 1' 46s \| \| 7. \| Francisco Javier Galdeano \| KAS \| a 1' 48s \| \| 8. \| Cyrille Guimard \| FAG \| a 1' 57s \| \| 9. \| Luis Pedro Santamarina \| WER \| a 2' 11s \| \| 10. \| Francisco Galdós \| KAS \| a 2' 53s \| |                           |     |             |
| 1. | Luis Ocaña                | BIC | 24h 31' 53s |
| 2. | Raymond Poulidor          | FAG | a 1' 06s    |
| 3. | Miguel Mari Lasa          | ORB | a 1' 10s    |
| 4. | Bernard Labourdette       | BIC | a 1' 44s    |
| 5. | Francisco Gabica          | KAS | a 1' 45s    |
| 6. | Jesús Manzaneque          | KAS | a 1' 46s    |
| 7. | Francisco Javier Galdeano | KAS | a 1' 48s    |
| 8. | Cyrille Guimard           | FAG | a 1' 57s    |
| 9. | Luis Pedro Santamarina    | WER | a 2' 11s    |
| 10. | Francisco Galdós          | KAS | a 2' 53s    |

| \| 1. \| Cyrille Guimard \| FAG \| 22 puntos \| \| \| 2. \| Miguel Mari Lasa \| ORB \| 30 puntos \| \| \| 3. \| Luis Pedro Santamarina \| WER \| 38 puntos \| \| |                        |     |           |  |
| 1. | Cyrille Guimard        | FAG | 22 puntos |  |
| 2. | Miguel Mari Lasa       | ORB | 30 puntos |  |
| 3. | Luis Pedro Santamarina | WER | 38 puntos |  |

| \| 1. \| Ventura Díaz \| WER \| 28 puntos \| \| \| 2. \| Luis Balagué \| WER \| 24 puntos \| \| \| 3. \| Francisco Galdós \| KAS \| 18 puntos \| \| |                  |     |           |  |
| 1. | Ventura Díaz     | WER | 28 puntos |  |
| 2. | Luis Balagué     | WER | 24 puntos |  |
| 3. | Francisco Galdós | KAS | 18 puntos |  |

| \| 1. \| Eddy Peelman \| FAG \| 20 puntos \| \| \| 2. \| Gabino Ereñozaga \| ORB \| 10 puntos \| \| \| 3. \| Georges Chappe \| FAG \| 8 puntos \| \| |                  |     |           |  |
| 1. | Eddy Peelman     | FAG | 20 puntos |  |
| 2. | Gabino Ereñozaga | ORB | 10 puntos |  |
| 3. | Georges Chappe   | FAG | 8 puntos  |  |

| \| 1. \| Bic \| 73h 40' 23s \| \| \| 2. \| Kas \| a 04s \| \| \| 3. \| Fagor-Mercier \| a 1' 17s \| \| |               |             |  |
| 1. | Bic           | 73h 40' 23s |  |
| 2. | Kas           | a 04s       |  |
| 3. | Fagor-Mercier | a 1' 17s    |  |